# Novo Machado
Novo Machado là một đô thị thuộc bang Rio Grande do Sul, Brasil. Đô thị này có diện tích 218,669 km², dân số năm 2007 là 4246 người, mật độ 19,42 người/km².